# Terazije
Terazije (en serbe cyrillique : Теразије) est une place et un quartier du centre de Belgrade, la capitale de la Serbie. Ils sont situés dans la municipalité de Stari grad.

## Emplacement et parcours
Même si de nombreux habitants de Belgrade considèrent que la place de la République ou Kalemegdan sont le centre de Belgrade, Terazije peut aussi bien revendiquer ce titre.
Conçue au départ comme une place, Terazije est aujourd'hui devenu une rue. Elle commence à partir de la rue Kralja Milana et oriente sa course vers le nord-est. Elle croise sur sa droite la rue Dragoslava Jovanića puis, toujours sur sa droite, la place Nikola Pašić ; elle traverse ensuite les rues Prizrenska (à gauche) et Nusičeva (à droite), puis après avoir franchi le tunnel de Terzazije, elle débouche sur la rue Kolarčeva qui conduit jusqu'à la place de la République et jusqu'à la rue Knez Mihailova.

## Histoire
S'agissant de l'origine du nom de Terazije, l'historien Milan Đ. Milićević écrit : « Pour alimenter Belgrade en eau, les Turcs bâtirent des châteaux d'eau le long du système de conduites qui apportait l'eau des sources de Veliki Mokri Lug. L'eau était pompée dans ces châteaux d'eau afin d'en augmenter la pression et de la porter plus loin ». Un de ces châteaux d'eau fut construit à l'emplacement de l'actuelle fontaine de Terazije et la place doit son nom au mot turc désignant ces tours, terazi, littéralement « les échelles à eau ».

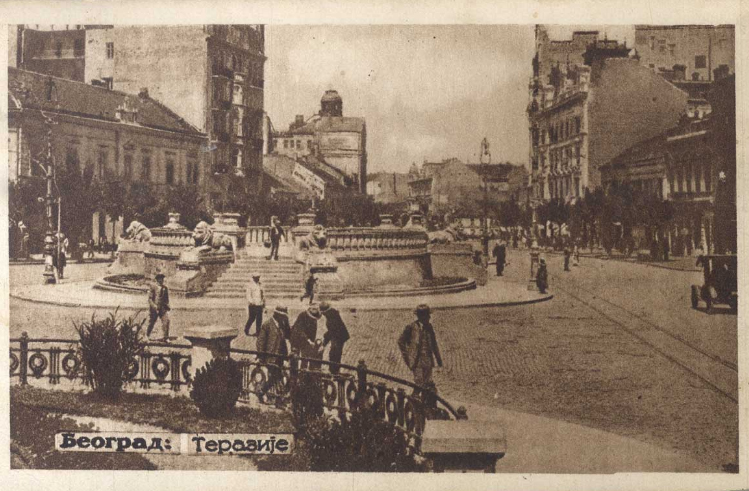
Terazije en 1925

Terazije commença à prendre des allures urbaines dans la première moitié du XIXe siècle. Dans les années 1840, le prince Miloš Obrenović ordonna aux artisans serbes, particulièrement aux forgerons et aux artisans du cuivre, de quitter la vieille ville turque et de construire leurs maisons et leurs boutiques à l'emplacement de la place actuelle ; il s'agissait alors de lutter contre les incendies. Ilija Čarapić, le président de la municipalité de Belgrade, eut comme mission de leur attribuer des terrains ; ceux qui acceptaient de les clôturer les obtinrent gratuitement.
Jusque vers 1865, les maisons de Terazije n'avaient qu'un ou deux étages. Le château d'eau de Terazije fut détruit en 1860 et remplacé par une fontaine, la fontaine de Terazije (Terazijska česma), qui fut construite pour honorer le second règne du prince Miloš Obrenović. La place fut restructurée une première fois en 1911 et la fontaine déplacée à Topčider. Elle a été réinstallée à Terazije en 1976.

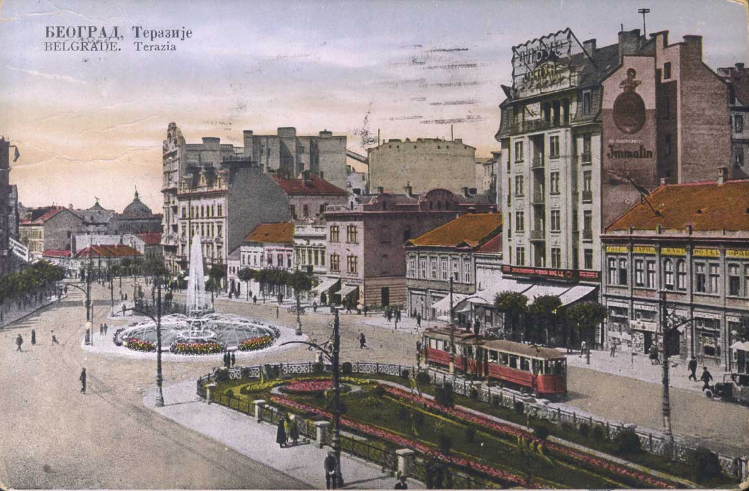
Terazije en 1934

La place fut totalement réorganisée en 1911 et 1912. La partie centrale fut ornée de massifs ; du côté de l'actuelle rue Branislav Nušić (Nušićeva), une grande fontaine fut édifiée. À la fin du XIXe siècle et au début du XXe siècle, Terazije fut le centre de la vie sociale de Belgrade.
Une autre période de restructuration commença en 1948, à un moment où le royaume de Yougoslavie était devenu la république fédérative socialiste de Yougoslavie. Terazije fut amputé sur sa largeur au point de devenir une rue ; les massifs de fleurs au centre et la double voie de tramway furent supprimés. Des bâtiments gris, dans le style du réalisme soviétique, furent construits, formant, dans les années 1950, la Place Marx et Engels, devenue aujourd'hui la place Nikola Pašić.

### Municipalité
En 1952, la ville de Belgrade, autrefois organisée en secteurs (rejon), fut divisée en municipalités. Terazije fut une de ces municipalités. Cependant, dès le 1er janvier 1957, elle fut supprimée et partagée entre celles de Vračar et de Stari grad. Au recensement de 2002, la population de l'actuelle communauté locale (mesna zajednica) de Terazije s'élevait à 3 338 habitants et, en comptant plusieurs autres petites communautés locales qui forment le quartier, à 11 104 habitants.

## Architecture

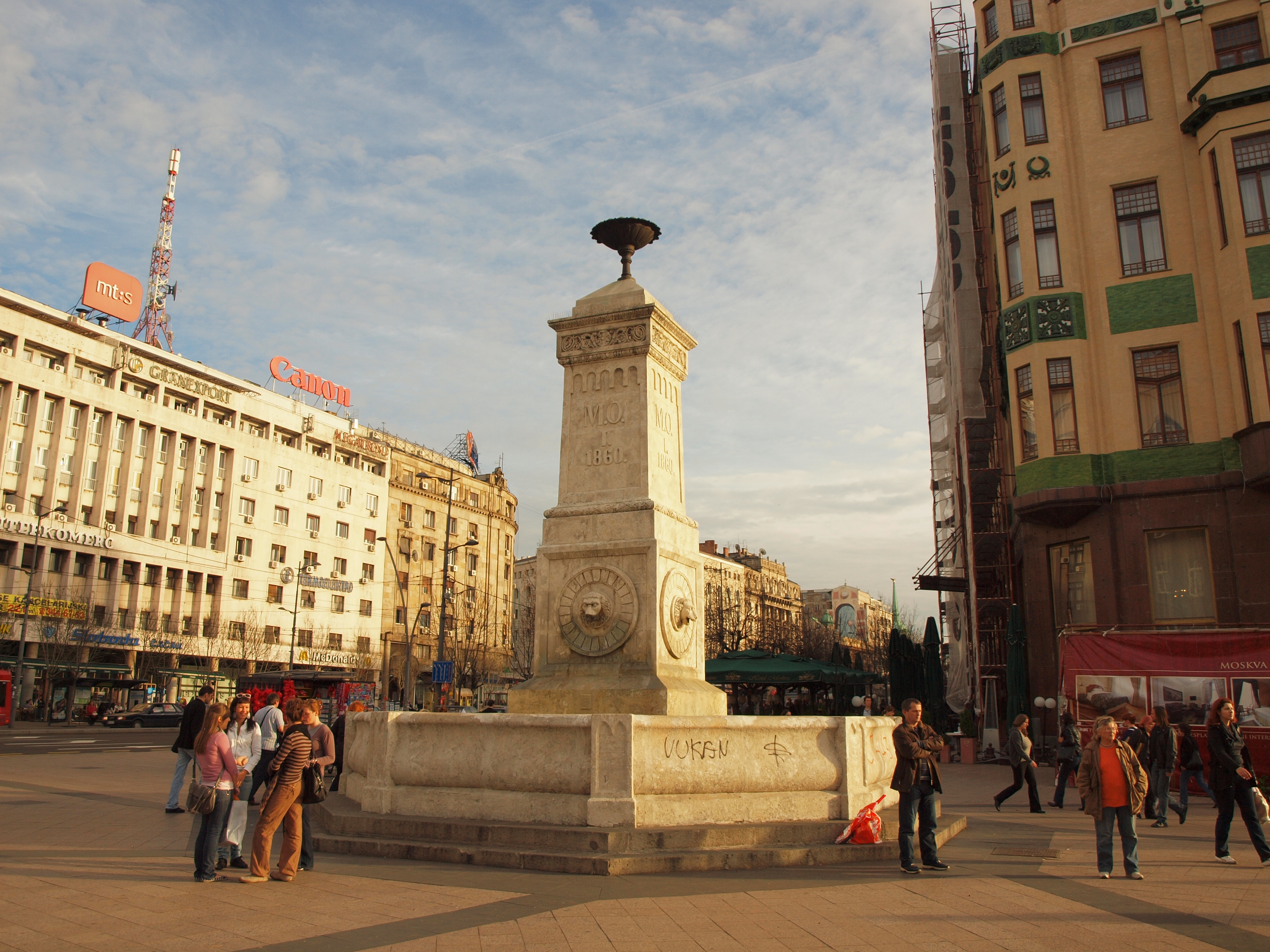
La fontaine de Terazije

Située au centre de Belgrade, Terazije a vu se construire des bâtiments célèbres, parmi lesquels, on peut citer l'Hôtel de Paris (en serbe : Хотел Париз et Hotel Pariz), construit dans les années 1870 mais détruit en 1948 ; à son emplacement se trouve l'actuel centre commercial Bezistan. La kafana Kod Zlatnog Krsta (À la croix d'or), où fut montré le premier film des frères Lumière le 6 juin 1896, est aujourd'hui remplacé par le Dušanov Grad. L'ancien hôtel Kasina, construit vers 1860 ; il était situé près de l' Hôtel de Paris ; c'est là qu'en 1918 la première Assemblée nationale de Serbie se réunit quelque temps ; les pièces du Théâtre national de Belgrade y furent jouées jusqu'en 1920 ; l'actuel hôtel Kasina a été construit à son emplacement en 1922. On y trouve également la kafana et le cinéma Takovo, de plus grand restaurant McDonald's des Balkans et une grande succursale du Costa Coffee.
De nombreux bâtiments, classés parmi les monuments historiques de la ville de Belgrade, sont situés sur la place.

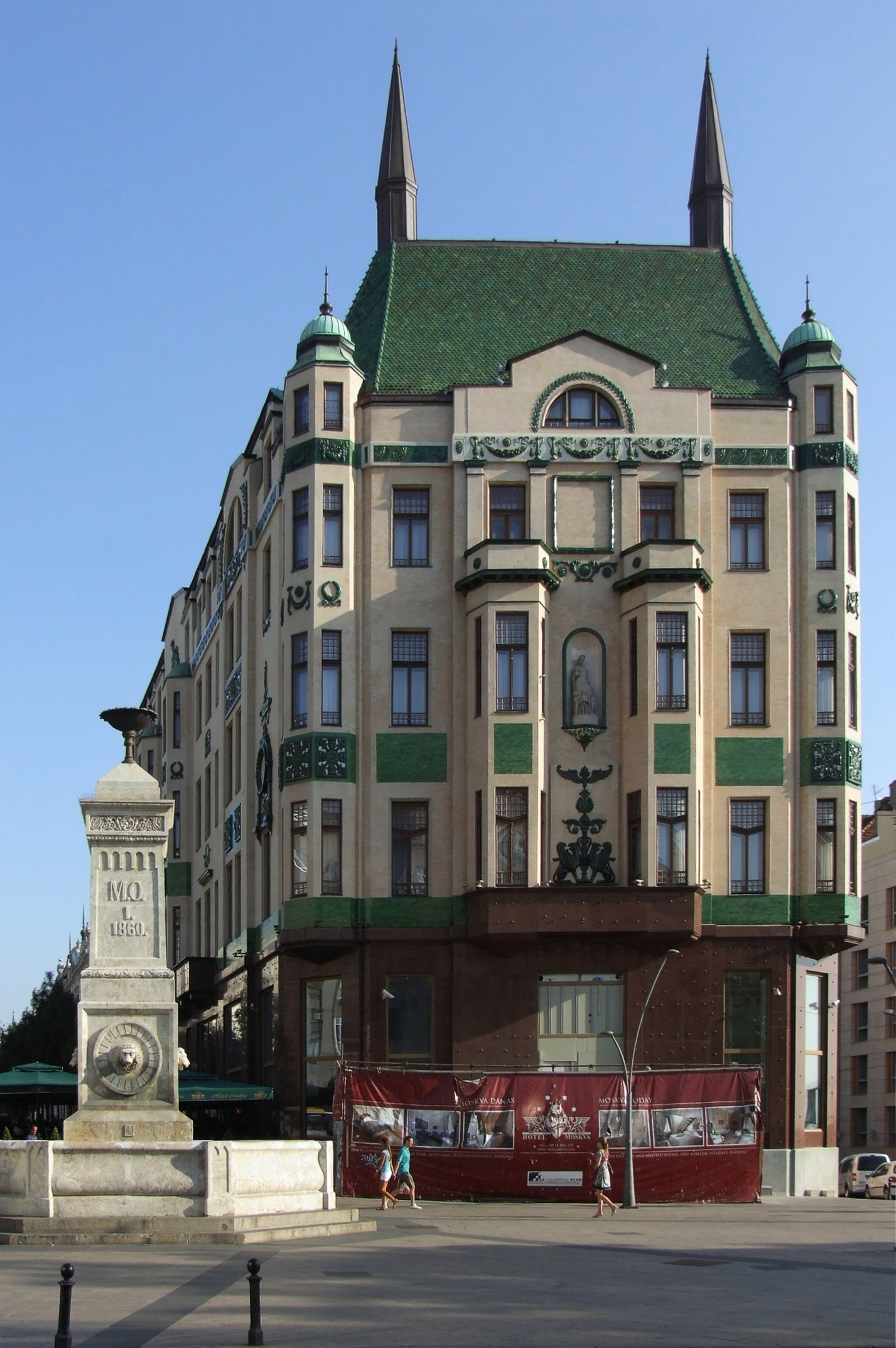
L'Hôtel Moskva

L'hôtel Moskva, situé 1 rue Balkanska et construit entre 1906-1907 par l'architecte Jovan Ilkić, est l'un des plus célèbres d'entre eux ; ce bâtiment présente une façade décorée de tuiles en céramique dans le style Art nouveau ,.

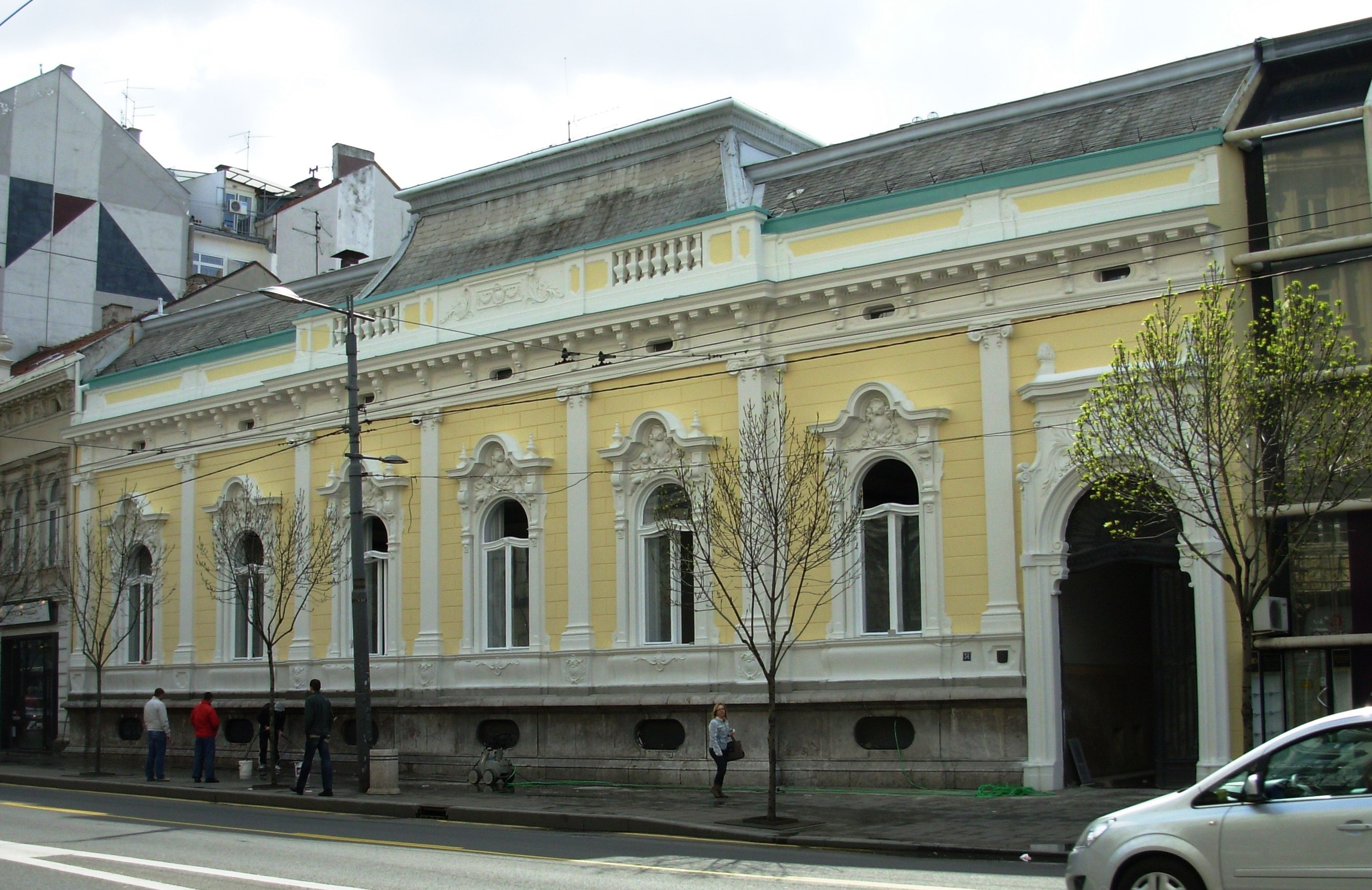
La maison Krsmanović, n° 34

Le bâtiment du ministère de la Justice, construit en 1883 par Svetozar Ivačković, figure sur la liste des monuments culturels de grande importance de la République de Serbie et sur la liste des biens culturels protégés de la Ville de Belgrade. La maison Krsmanović, située au n° 34, est une œuvre de l'architecte Jovan Ilkić, qui l'a conçue dans un style néobaroque,. Le palais Atina, construit en 1902 par, est inscrit sur la liste des monuments culturels de grande importance de la République de Serbie et sur la liste des biens culturels protégés de la Ville de Belgrade. Le bâtiment de la banque de Smederevo, construit entre 1910 et 1912 notamment par Milorad Ruvidić dans le style de l'Art nouveau, est également classé,

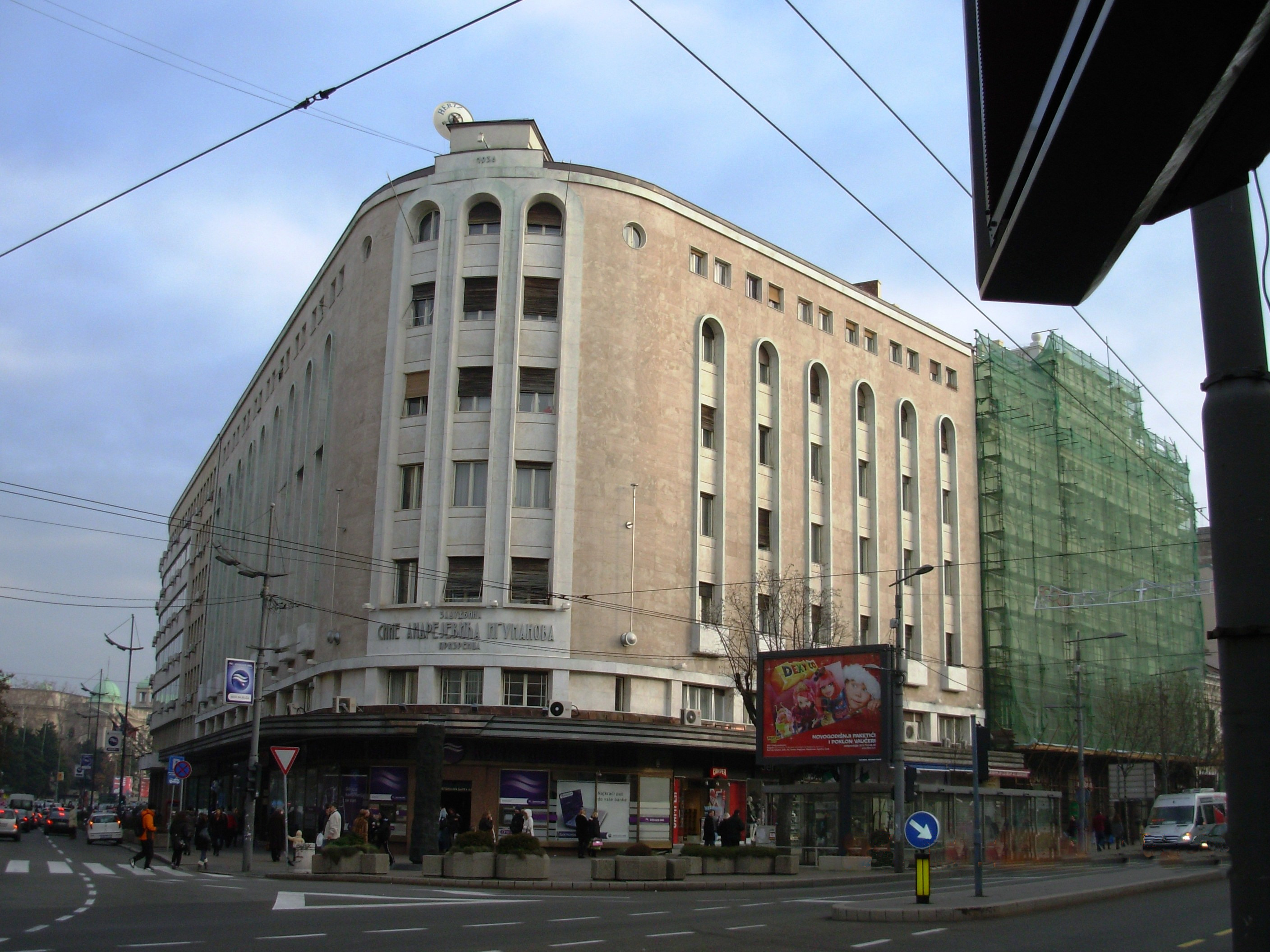
L'immeuble Igumanov

Plusieurs autres édifices sont protégés par la ville de Belgrade, comme l'atelier photographique de Milan Jovanović (n° 40), construit en 1903 par Milan Antonović dans le style Art nouveau, le palais Anker, situé au n° 26, construit par l'architecte Milan Antonović dans un style académique en 1899 ou l'immeuble Igumanov, situé au n° 31 et bâti en 1938 par Petar et Branko Krstić. Le bâtiment du fonds de pension, situé au n° 29, a été construit entre 1938 et 1940 ;
La fontaine de Terazije a été réalisée en 1860.

## Culture
Le Théâtre sur Terazije (en serbe : Позориште на Теразијама et Pozorište na Terazijama), construit en 1949 ; c'est le seul théâtre de Belgrade qui produise des comédies musicales ou des spectacles musicaux, notamment des adaptations ; totalement rénové à partir de 2003, il a rouvert ses portes le 6 juillet 2005.

## Terazijska Terasa
Terazijska Terasa (en serbe cyrillique : Теразијска Тераса) la « Terrasse de Terazije », est située sur les pentes de la colline de Terazije, sur laquelle le quartier est construit, et sur la rive droite de la Save. Au cours de l'histoire, elle a porté le nom de Zapadni Vračar et de Savamala. Elle est réputée pour son terrain particulièrement meuble. À son sommet elle offre un excellent panorama sur la Save, sur Novi Beograd et sur la région de Syrmie.
Son aménagement est l'objet d'un débat depuis le XIXe siècle. En 1912, un plan a été conçu par l'architecte français Albain Chamond, qui prévoyait une série de petites places en forme de trapèze, descendant en cascade vers le fleuve et laissant la vue intacte. En 1923, un projet pour en faire un site d'observation vit le jour. En 1929, l'architecte serbe Nikola Dobrović dessina un projet dans lequel deux grands immeubles de bureaux, aux deux extrémités de la colline, encadreraient plusieurs constructions plus modestes destinées aux affaires et aux loisirs ; la pente elle-même serait occupée par une succession de jardins, de lacs et de fontaines. Le plan de Dobrović, d'abord accepté, fut abandonné. Il refit surface dans les années 1990. En 2006, un nouveau concours a été ouvert pour l'aménagement de Terazijska Terasa. Mais un des immeubles d'affaires, tel que les concevait Dobrović, est en construction dans la rue Balkanska ; il s'agira d'un immeuble intelligent.

## Transports
Terazije est bien desservie par la société GSP Beograd. On y trouve les lignes de bus 26 (Dorćol – Braće Jerković), 27 (Trg Republike – Mirijevo III) et 31 (Studentski trg – Konjarnik).
Les lignes de trolleybus 19 (Studentski trg - Konjarnik), 21 (Studentski trg – Učiteljsko naselje), 22 (Studentski trg - Kruševačka), 22L (Studentski trg – Slavija) et 29 (Studentski trg - Medaković III) desservent la place.